# Renon
Renon (Ritten in tedesco, Renon in ladino) è un comune italiano sparso di 8 236 abitanti della provincia autonoma di Bolzano in Trentino-Alto Adige.

## Geografia fisica
Delimitato a est dalla val d'Isarco e a ovest dalla val Sarentino con il torrente Talvera, è situato sull'omonimo altopiano del Renon sovrastante a nord-est il capoluogo atesino Bolzano.

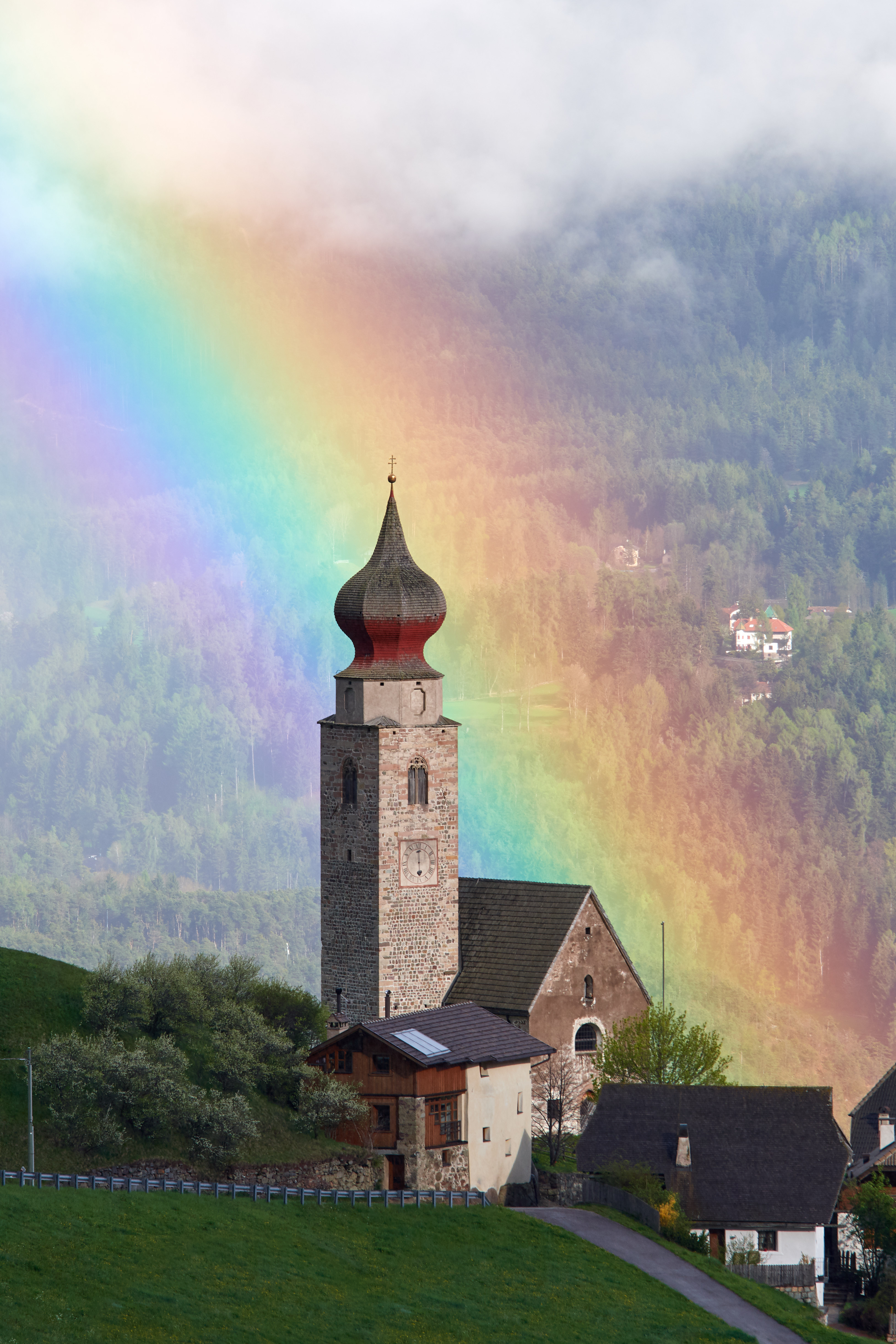
La chiesa di San Nicolò nella frazione Monte di Mezzo (Mittelberg)

## Origini del nome
Il toponimo è attestato come Ritano nell'871-875, come Ritena nel 1027, come Ritine nel 1160 e come Rithen nel 1179 e deriva dal latino volgare *"retinone", di probabile origine preromana.

## Storia
Siccome la stretta della Val d'Isarco era poco praticabile fino nel primo XIV secolo (quando fu costruita la Kuntersweg, ad opera dell'imprenditore bolzanino Heinrich Kunter), il Renon fungeva nei secoli centrali del medioevo come tratta intermedia di collegamento sulla via del Brennero che collegava la Germania con l'Italia. Il cosiddetto Kaiserweg ("via imperiale") si snodava da Colma (Kollmann), passando per Longomoso (Lengmoos) e riscendendo verso Rencio, quartiere di Bolzano. La via prese il nome dal fatto che un gran numero di re germanici e imperatori del Sacro Romano Impero la percorsero, fra cui Corrado II e Federico I, il quale nel 1179 concesse peraltro un importante privilegio di mercato a Lengenstaine in monte Rithen (Longostagno, Lengstein). All'importanza della via si deve anche l'istituzione, nel primo Duecento, di un centro dell'Ordine teutonico sul Renon.
I diritti dell'alpeggio sul contiguo altipiano di Villandro sono stati contesi per lunghi secoli fra le comunità del Renon e di Villandro.

### Simboli
È il motivo delle insegne dei Signori di Zwingenstein che amministrarono il villaggio dall'omonimo castello fino al 1531. Lo stemma è stato formalmente concesso con decreto del presidente della Provincia Autonoma n. 188 del 4 settembre 1967.

## Monumenti e luoghi d'interesse

### Architetture civili e militari
- Castel Roncolo (Schloss Runkelstein in tedesco) sito su una roccia a picco sul torrente Talvera all'inizio della Val Sarentino, noto già nel 1237 come Runchenstayn.
- Castel Pietra (Renon) o Castel Stein (in tedesco Burg Stein am Ritten) si trova nella frazione di Collalbo (località Siffiano (Siffian)).
- Castel Zwingenstein (in tedesco Burg Zwingenstein) solo rovine, in località Auna di Sotto (Unterinn).
- Castel Novale, detto anche Castel Ried (Schloss Ried in tedesco).
- Castel Vanga (Schloss Wangen o Wangen-Bellermont in tedesco) è privato e sito nella frazione che gli dà il nome.

### Architetture religiose
- Chiesa di Santa Maria Assunta, parrocchiale nella frazione di Longomoso (Lengmoos)
- Chiesa di Santa Ottilia, parrocchiale nella frazione di Longostagno (Lengstein)
- Chiesa di San Pietro Apostolo, parrocchiale nella frazione di Vanga (Wangen)
- Chiesa di San Giuseppe, parrocchiale nella frazione di Campodazzo (Atzwang)
- Chiesa di San Leonardo, parrocchiale nella frazione di Auna di Sopra (Oberinn)
- Chiesa di Santa Verena in località Pietrarossa
- Chiesa di San Giovanni Battista sul Monte San Giovanni

### Aree naturali
Sul suo territorio, nei pressi di Soprabolzano e a Longostagno (Lengstein), si trovano diversi gruppi di piramidi di terra in Alto Adige di colore rossastro, le piramidi di terra del Renon. L'erosione di acqua o neve fanno sì che si creino questi pinnacoli sovrastati da un masso che li protegge. Quando la piramide si assottiglia il masso crolla e la piramide scompare. Le più importanti, visibili anche dalla funivia, si trovano nella valle del rio Rivellone (Katzenbachtal).

## Società

### Ripartizione linguistica
La sua popolazione è in maggioranza germanofona:
| Ripartizione linguistica | 1971   | 1981   | 1991   | 2001   | 2011   | 2024   |
| ------------------------ | ------ | ------ | ------ | ------ | ------ | ------ |
| Madrelingua italiana     | 4,03%  | 2,04%  | 3,36%  | 3,77%  | 4,55%  | 5,35%  |
| Madrelingua tedesca      | 95,85% | 97,81% | 96,43% | 95,96% | 95,20% | 94,35% |
| Madrelingua ladina       | 0,12%  | 0,15%  | 0,20%  | 0,26%  | 0,25%  | 0,30%  |

### Evoluzione demografica
Abitanti censiti

### Etnie e minoranze straniere
Al 31 dicembre 2023 la popolazione straniera era di 603 persone, pari al 9,75% della popolazione.

## Geografia antropica

### Frazioni
Il comune sparso di Renon si trova sull'omonimo altopiano, ha la sede comunale a Collalbo/Klobenstein mentre le frazioni, alcune delle quali in passato erano comuni autonomi, sono le seguenti: Auna di Sopra/Oberinn, Auna di Sotto/Unterinn, Campodazzo/Atzwang, Colle Renon/Rappersbühl, Costalovara/Wolfsgruben, Longomoso/Lengmoos, Longostagno/Lengstein, Madonnina/Gissmann, Monte di Mezzo/Mittelberg, Signato/Signat, Sill, Soprabolzano/Oberbozen, Stella di Renon/Lichtenstern, Vanga/Wangen.

## Economia

### Turismo
Già all'inizio del Novecento era una meta turistica e di soggiorno dell'aristocrazia e borghesia bolzanina, soprattutto nel periodo estivo, per via della sua vicinanza alla città (collegata con la cremagliera) e le temperature meno calde e meno afose che in fondovalle. Il fenomeno della cosiddetta Sommerfrische ("frescura d'estate") fu coniato proprio qui e si propagò dagli anni 1840, grazie a scrittori come Ludwig Steub o Beda Weber, in tutta l'area germanofona.
Le rovine di castel Pietra (Stein am Ritten) e castel Zwingenstein possono essere meta di alcune comode passeggiate.
Illustre personaggio amante del fascino del Renon, dove ha trascorso per molti anni parte delle sue vacanze è stato Sigmund Freud.
In suo onore è stata intitolata anche una delle innumerevoli passeggiate presenti sull'altopiano che parte dalla frazione di Collalbo, località Schönblick, per arrivare nella frazione di Soprabolzano.

### Industria
Imprese note anche a livello internazionale sono la Loacker, la Finstral e la Daunenstep; tutte e tre sono localizzate ad Auna di Sotto (Unterinn), a circa 900 m s.l.m. lungo la strada che collega Collalbo con Bolzano.

## Infrastrutture e trasporti
Renon è collegato a Bolzano da una strada provinciale e dalla funivia del Renon, inaugurata nel 1966 in sostituzione del tratto Bolzano-Soprabolzano della ferrovia del Renon, e completamente rinnovata dal 23 maggio 2009.
Della summenzionata ferrovia, aperta nel 1907, resta in funzione la tratta a scartamento ridotto che collega le frazioni di Maria Assunta (Maria Himmelfahrt) con Collalbo (Klobenstein), passando da Soprabolzano (Oberbozen, stazione a monte della funivia), lago di Costalovara (Wolfsgruben, a qualche centinaio di metri) e Stella di Renon (Lichtenstern).
Tra il 1867 e il 1998 la frazione di Campodazzo è stata servita dall'omonima stazione, facente parte della ferrovia del Brennero, dismessa a seguito della deviazione di un lungo tratto della linea in una nuova galleria. La stazione, pur rimasta in piedi, è del tutto abbandonata.

## Amministrazione
| Periodo | Periodo   | Primo cittadino         | Partito | Carica  | Note |
| ------- | --------- | ----------------------- | ------- | ------- | ---- |
| 2005    | 2010      | Ferdinand Rottensteiner | SVP     | Sindaco |      |
| 2010    | in carica | Paul Lintner            | SVP     | Sindaco |      |

### Gemellaggi
- Kirchheimbolanden, dal 1966

## Sport
Nel comune altoatesino ha sede la compagine del Ritten Sport, società di hockey su ghiaccio tra le maggiori in Italia, con all'attivo diversi titoli; milita attualmente nell'Alps Hockey league e disputa le gare interne alla Arena Ritten nella frazione di Collalbo. All'interno della stessa Arena Ritten, Renon offre un anello di ghiaccio, l'Ice Rink Ritten, dove si svolgono gare internazionali di pattinaggio di velocità.
Nel territorio comunale, nella frazione di Castel Novale/Sill vicino al confine con i comuni di Bolzano e Sarentino, si trova un altro stadio del ghiaccio, il palaghiaccio Sill, che è tuttavia di proprietà del comune di Bolzano, che ospita le gare di Old Weasels Bozen e EV Bozen Eagles.
Nel comune di Renon vi sono gli impianti di risalita (per lo sci) per il Corno del Renon (2.260 m s.l.m.).
D'inverno è inoltre possibile pattinare sul lago ghiacciato di Costalovara.